# Stazione di Monte Porzio Catone
La stazione di Monte Porzio Catone era una stazione ferroviaria al servizio del comune omonimo. Essa si trovava sulla diramazione San Cesareo-Frascati della ferrovia Roma-Fiuggi-Alatri-Frosinone, aperta nel 1916 e chiusa nel 1944.

## Storia
La stazione venne inaugurata il 12 giugno 1916 in concomitanza con l'apertura della diramazione su cui è posta.
Venne inizialmente chiusa al traffico a causa degli ingenti danni della seconda guerra mondiale e definitivamente soppressa nel 1944.

## Strutture e impianti
La stazione disponeva di un fabbricato viaggiatori sopraelevato rispetto ai binari e di due banchine collegate tra loro tramite attraversamenti a raso che servivano i tre binari dell'impianto. Vi era anche uno scalo merci, poi smantellato, composto da un piano caricatore, da un apposito magazzino e da un binario di raccordo servito dalla seconda banchina.
Dopo la soppressione dal piazzale binari è stato ricavato un parco pubblico.

## Movimento
La stazione era interessata, oltre al traffico passeggeri, anche dal traffico merci come testimoniava lo scalo dell'impianto.

## Servizi
La stazione disponeva di:
- Biglietteria a sportello
- Sala d'attesa
- Servizi igienici[3]